# Theodore Whitmore
Theodore Whitmore (* 5. srpna 1972) je bývalý jamajský fotbalový záložník, naposledy hrající za jamajský klub Seba United Montego Bay. Zúčastnil se fotbalového MS 1998 ve Francii.
V současnosti působí jako fotbalový trenér.
Za jamajský národní tým odehrál v letech 1993–2004 celkem 113 zápasů a vstřelil 24 gólů.